# Филип Бејкер Хол
Филип Бејкер Хол (енгл. Philip Baker Hall; Толидо, 10. септембар 1931 — Глендејл, 12. јун 2022) био је амерички филмски и телевизијски глумац, најпознатији по учешћу у филмовима Поноћна трка (1988), Ноћи бугија (1997), Гас до даске (1998), Психо (1998), Магнолија (1999), Пробуђена савест (1999), Сви наши страхови (2002), Свемогући Брус (2003), Догвил (2003) и Амитивилски ужас (2005).
Двоструко је номинован за награду удружења филмских глумаца Сједињених Држава и то за филмове Ноћи бугија (1997) и Магнолија (1999) Пола Томаса Андерсона, са којим је често сарађивао; такође је био номинован за награде Сателит и Спирит. Као млађи, често је играо на Бродвеју и Оф-Бродвеју, постижући притом велики успех.  